# Brachyptera helenica
Brachyptera helenica är en bäcksländeart som beskrevs av Aubert 1956. Brachyptera helenica ingår i släktet Brachyptera och familjen vingbandbäcksländor. Inga underarter finns listade i Catalogue of Life.